# Murias de Paredes
Murias de Paredes è un comune spagnolo di 583 abitanti situato nella comunità autonoma di Castiglia e León.